# Туплице (гмина)
Туплице (пол. Tuplice) — сельская гмина (волость) в Польше, входит как административная единица в Жарский повет, Любушское воеводство. Население — 3251 человек (на 2008 год).

## Сельские округа
1. Грабув
2. Грабувек
3. Грензава
4. Дженюв
5. Лазы
6. Матушовице
7. Нова-Роля
8. Свибинки
9. Туплице[пол.]
10. Хелмица
11. Хлебице
12. Цельмув
13. Черна
14. Ягловице

## Соседние гмины
1. Гмина Броды
2. Гмина Липинки-Лужыцке
3. Гмина Любско
4. Гмина Тшебель
5. Гмина Ясень